# 俄羅斯的格奧爾基·米哈伊羅維奇大公 (1863年—1919年)
格奥尔基·米哈伊洛维奇（俄語：Георгий Михайлович，1863年8月23日—1919年1月28日），俄罗斯帝国皇室成員，為尼古拉一世之孙，米哈伊爾·尼古拉耶維奇和妻子奥尔加·费奥多罗芙娜的第四个孩子。他在一戰時作為俄罗斯軍官在軍隊服务。格奥尔基大公在1919年1月28日，與他兄長尼古拉·米哈伊洛维奇大公、堂弟保羅·亞歷山德羅維奇大公，以及德米特里·康斯坦丁诺维奇大公一起，在圣彼得堡遭槍決處死。
1900年與希臘國王喬治一世之女瑪麗亞公主結婚，二人育有兩女：
- 妮娜·格奧爾基耶芙娜
- 謝妮亞·格奧爾基耶芙娜